# Bob Catley
Robert Adrian 'Bob' Catley (né le 11 septembre 1947 à Aldershot dans le Hampshire) est le chanteur du groupe de hard rock Magnum.
Il a également chanté pour les projets Avantasia et Ayreon.